# فهرست جایزه‌ها و نامزدی‌های پارک شین هه
این مقاله فهرستی از جایزه‌ها و نامزدی‌های دریافت شده توسط پارک شین هه، بازیگر، خواننده و مدل اهل کره جنوبی است.

## جوایز و نامزدی‌ها
| مراسم جوایز                                | سال  | دسته                                    | نامزد / اثر           | نتیجه    | منابع         |
| ------------------------------------------ | ---- | --------------------------------------- | --------------------- | -------- | ------------- |
| جوایز ستارگان ای‌پی‌ای‌ان                     | ۲۰۱۳ | جایزه بازیگری                           | گل‌پسر همسایه          | نامزدشده |               |
| جوایز ستارگان ای‌پی‌ای‌ان                     | ۲۰۱۴ | جایزه بازیگر برتر زن در یک مینی‌سریال    | وارثان                | برنده    | [ ۱ ]         |
| جوایز ستارگان ای‌پی‌ای‌ان                     | ۲۰۱۵ | جایزه بهترین بازیگر زن در یک مینی‌سریال  | پینوکیو               | نامزدشده | [ ۲ ]         |
| جوایز ستارگان ای‌پی‌ای‌ان                     | ۲۰۱۶ | جایزه بهترین بازیگر زن در یک مینی‌سریال  | پزشکان                | نامزدشده | [ ۳ ]         |
| جوایز آرتیست آسیا                          | ۲۰۱۶ | جایزه بهترین آرتیست، بازیگر زن          | پزشکان                | برنده    | [ ۴ ]         |
| جوایز آرتیست آسیا                          | ۲۰۱۷ | آیکن آسیا                               | پارک شین هه           | برنده    | [ ۵ ]         |
| جوایز بشردوستی آسیا                        | ۲۰۱۹ | جایزه ویژه: سلبریتی بشردوست سال         | پارک شین هه           | برنده    | [ ۶ ]         |
| جوایز رینبو تی‌وی آسیا                      | ۲۰۱۴ | جایزه بازیگر نقش اول زن برجسته          | وارثان                | برنده    | [ ۷ ]         |
| جوایز هنری بکسانگ                          | ۲۰۰۸ | بهترین بازیگر تازه‌کار زن – تلویزیون     | کیمچی تربچه مکعبی     | نامزدشده |               |
| جوایز هنری بکسانگ                          | ۲۰۱۱ | محبوب‌ترین بازیگر زن                     | آژانس سیرانو          | برنده    | [ ۸ ]         |
| جوایز هنری بکسانگ                          | ۲۰۱۲ | محبوب‌ترین بازیگر زن                     | ضربان قلب             | برنده    | [ ۹ ]         |
| جوایز هنری بکسانگ                          | ۲۰۱۳ | بهترین بازیگر نقش مکمل زن – فیلم        | معجزه در سلول شماره ۷ | نامزدشده |               |
| جوایز هنری بکسانگ                          | ۲۰۱۳ | محبوب‌ترین بازیگر زن                     | معجزه در سلول شماره ۷ | برنده    | [ ۱۰ ]        |
| جوایز هنری بکسانگ                          | ۲۰۱۴ | محبوب‌ترین بازیگر زن                     | وارثان                | برنده    | [ ۱۱ ]        |
| جوایز هنری بکسانگ                          | ۲۰۱۵ | محبوب‌ترین بازیگر زن                     | خیاط سلطنتی           | برنده    | [ ۱۲ ]        |
| جوایز هنری بکسانگ                          | ۲۰۱۵ | بهترین بازیگر نقش اول زن – تلویزیون     | پینوکیو               | نامزدشده | [ ۱۳ ]        |
| جوایز هنری بکسانگ                          | ۲۰۱۵ | جوایز آی‌چی‌یی استار                      | پارک شین هه           | برنده    | [ ۱۲ ]        |
| جوایز هنری بکسانگ                          | ۲۰۱۷ | بهترین بازیگر نقش اول زن – تلویزیون     | پزشکان                | نامزدشده | [ ۱۴ ]        |
| جشنواره بین‌المللی فیلم‌های فوق‌العاده بوچئون | ۲۰۱۳ | جایزه فانتازیا                          | معجزه در سلول شماره ۷ | برنده    | [ ۱۵ ]        |
| فستیوال بین‌المللی تبلیغات بوسان            | ۲۰۱۶ | بهترین مدل سخنگوی کره‌ای در چین          | پارک شین هه           | برنده    | [ ۱۶ ]        |
| جوایز چاینا تی‌وی درام                      | ۲۰۱۳ | محبوب‌ترین بازیگر زن خارجی               | وارثان                | برنده    | [ ۱۷ ]        |
| جوایز درامای کی‌بی‌اس                        | ۲۰۱۲ | بهترین بازیگر زن در یک درام ویژه        | نگران نباش، من روحم   | برنده    | [ ۱۸ ]        |
| جوایز انجمن منتقدان فیلم کره‌ای             | ۲۰۱۳ | بهترین بازیگر نقش مکمل زن               | معجزه در سلول شماره ۷ | برنده    | [ ۱۹ ]        |
| جوایز درامای کره                           | ۲۰۱۵ | جایزه بهترین بازیگر زن                  | پینوکیو               | نامزدشده | [ ۲۰ ]        |
| جوایز درامای کره                           | ۲۰۱۶ | جایزه بهترین بازیگر زن                  | پزشکان                | نامزدشده | [ ۲۱ ]        |
| جوایز درامای کره                           | ۲۰۱۹ | جایزه بهترین بازیگر زن                  | خاطرات الحمرا         | نامزدشده | [ ۲۲ ]        |
| جوایز فیلم کره‌ای                           | ۲۰۱۰ | بهترین بازیگر نقش مکمل زن               | آژانس سیرانو          | نامزدشده |               |
| مراسم جوایز ستاره مجله کی-استار            | ۲۰۱۴ | جایزه محبوبیت                           | وارثان                | برنده    | [ ۲۳ ]        |
| جوایز دراما و فیلم له‌تی‌وی                  | ۲۰۱۱ | ستاره آسیایی محبوب                      | پارک شین هه           | برنده    | [ ۲۴ ]        |
| جوایز درامای ام‌بی‌سی                        | ۲۰۰۷ | بهترین بازیگر زن تازه‌کار                | کیمچی تربچه مکعبی     | نامزدشده |               |
| جوایز سرگرمی ام‌بی‌سی                        | ۲۰۰۷ | بهترین تازه‌کار در یک ورایتی شو          | پارتنر فوق‌العاده      | برنده    | [ ۲۵ ]        |
| جوایز برگزیده ۲۰ ام‌نت                      | ۲۰۱۱ | الههٔ داغ پردیس                          | پارک شین هه           | نامزدشده |               |
| جوایز برگزیده ۲۰ ام‌نت                      | ۲۰۱۳ | ستاره فیلم ۲۰                           | معجزه در سلول شماره ۷ | نامزدشده |               |
| جوایز درامای اس‌بی‌اس                        | ۲۰۰۳ | بهترین بازیگر زن جوان                   | پلکانی به بهشت        | برنده    | [ ۲۶ ]        |
| جوایز درامای اس‌بی‌اس                        | ۲۰۰۹ | جایزه بازیگر برتر زن در یک درام ویژه    | تو زیبایی             | نامزدشده |               |
| جوایز درامای اس‌بی‌اس                        | ۲۰۰۹ | جایزه ستاره تازه‌کار                     | تو زیبایی             | برنده    | [ ۲۷ ]        |
| جوایز درامای اس‌بی‌اس                        | ۲۰۱۳ | جایزه بازیگر برتر زن در یک درام ویژه    | وارثان                | برنده    | [ ۲۸ ]        |
| جوایز درامای اس‌بی‌اس                        | ۲۰۱۳ | ۱۰ ستاره برتر                           | وارثان                | برنده    | [ ۲۸ ]        |
| جوایز درامای اس‌بی‌اس                        | ۲۰۱۳ | جایزه بهترین زوج(به همراه لی مین-هو)    | وارثان                | برنده    | [ ۲۸ ]        |
| جوایز درامای اس‌بی‌اس                        | ۲۰۱۴ | جتیزه بهترین بازیگر زن در یک درام ویژه  | پینوکیو               | برنده    | [ ۲۹ ] [ ۳۰ ] |
| جوایز درامای اس‌بی‌اس                        | ۲۰۱۴ | ۱۰ ستاره برتر                           | پینوکیو               | برنده    | [ ۲۹ ] [ ۳۰ ] |
| جوایز درامای اس‌بی‌اس                        | ۲۰۱۴ | جایزه بهترین زوج (به همراه لی جونگ سوک) | پینوکیو               | برنده    | [ ۳۱ ]        |
| جوایز درامای اس‌بی‌اس                        | ۲۰۱۶ | جایزه بزرگ (دسانگ)                      | پزشکان                | نامزدشده |               |
| جوایز درامای اس‌بی‌اس                        | ۲۰۱۶ | جایزه بهترین بازیگر زن در یک درام       | پزشکان                | برنده    | [ ۳۲ ]        |
| جوایز درامای اس‌بی‌اس                        | ۲۰۱۶ | ۱۰ ستاره برتر                           | پزشکان                | برنده    | [ ۳۳ ]        |
| جوایز بین‌المللی درامای سئول                | ۲۰۱۴ | بازیگر زن کره‌ای برجسته                  | وارثان                | نامزدشده |               |
| جوایز بین‌المللی درامای سئول                | ۲۰۱۴ | بازیگر زن برگزیده مردم                  | وارثان                | نامزدشده |               |
| فستیوال بین‌المللی فیلم جوانان سئول         | ۲۰۱۴ | بهترین بازیگر جوان زن                   | وارثان                | نامزدشده |               |
| جوایز استایل آیکن                          | ۲۰۱۳ | زیبایی نچرال                            | پارک شین هه           | نامزدشده |               |
| جوایز استایل آیکن                          | ۲۰۱۴ | ۱۰ استایل آیکن برتر                     | پارک شین هه           | نامزدشده |               |
| جوایز تی‌وی‌ان۱۰                             | ۲۰۱۶ | ملکه کمدی-رمانتیک                       | گل‌پسر همسایه          | نامزدشده |               |

## سایر افتخارات

### افتخارات دولتی
| کشور یا سازمان | سال  | افتخار یا جایزه    | منابع  |
| -------------- | ---- | ------------------ | ------ |
| کره جنوبی      | ۲۰۱۵ | لوح تقدیر نخست‌وزیر | [ ۳۷ ] |

### رتبه‌بندی‌ها
| ناشر  | سال  | فهرست               | جایگیری  | منابع  |
| ----- | ---- | ------------------- | -------- | ------ |
| فوربز | ۲۰۱۵ | سلبریتی قدرتمند کره | سی و سوم | [ ۳۸ ] |
| فوربز | ۲۰۱۷ | سلبریتی قدرتمند کره | دوازدهم  | [ ۳۹ ] |
| فوربز | ۲۰۲۱ | سلبریتی قدرتمند کره | چهلم     | [ ۴۰ ] |
| فوربز | ۲۰۲۲ | سلبریتی قدرتمند کره | سی و سوم | [ ۴۱ ] |